# Bactrocera honiarae
Bactrocera honiarae är en tvåvingeart som beskrevs av Drew 1989. Bactrocera honiarae ingår i släktet Bactrocera och familjen borrflugor. Inga underarter finns listade.